# Pugny
Ne doit pas être confondu avec Pugny-Chatenod.
Pugny est une commune déléguée de Moncoutant-sur-Sèvre dans le centre-ouest de la France située dans le département des Deux-Sèvres en région Nouvelle-Aquitaine.

## Géographie

### Localisation et communes limitrophes
|                   | Chanteloup | La Chapelle-Saint-Laurent |
| Le Breuil-Bernard | Pugny      | La Chapelle-Saint-Laurent |
| Le Breuil-Bernard | Largeasse  |                           |

## Histoire
Le 1er janvier 2019, la commune fusionne avec Le Breuil-Bernard, La Chapelle-Saint-Étienne, Moncoutant, Moutiers-sous-Chantemerle et Saint-Jouin-de-Milly pour former la commune nouvelle de Moncoutant-sur-Sèvre dont la création est actée par un arrêté préfectoral du 23 novembre 2018.

## Administration
| Période | Période  | Identité      | Étiquette | Qualité |
| ------- | -------- | ------------- | --------- | ------- |
| 2001    | En cours | Christian Roy |           |         |

## Démographie
À partir du XXIe siècle, les recensements réels des communes de moins de 10 000 habitants ont lieu tous les cinq ans. Pour Pugny, cela correspond à 2006, 2011, 2016, etc. Les autres dates de « recensements » (2009, etc.) sont des estimations légales.
| 1793 | 1800 | 1806 | 1821 | 1831 | 1836 | 1841 | 1846 | 1851 |
| ---- | ---- | ---- | ---- | ---- | ---- | ---- | ---- | ---- |
| 370  | 202  | 221  | 310  | 348  | 297  | 314  | 328  | 355  |

| 1856 | 1861 | 1866 | 1872 | 1876 | 1881 | 1886 | 1891 | 1896 |
| ---- | ---- | ---- | ---- | ---- | ---- | ---- | ---- | ---- |
| 345  | 348  | 342  | 372  | 383  | 403  | 417  | 421  | 427  |

| 1901 | 1906 | 1911 | 1921 | 1926 | 1931 | 1936 | 1946 | 1954 |
| ---- | ---- | ---- | ---- | ---- | ---- | ---- | ---- | ---- |
| 432  | 413  | 387  | 362  | 335  | 322  | 326  | 309  | 313  |

| 1962 | 1968 | 1975 | 1982 | 1990 | 1999 | 2006 | 2011 | 2016 |
| ---- | ---- | ---- | ---- | ---- | ---- | ---- | ---- | ---- |
| 282  | 266  | 250  | 242  | 207  | 183  | 227  | 242  | 228  |

## Lieux et monuments
- Château de Pugny (ruines des XIVe et XVIe siècles)[5].
- Église Saint-Pierre de Pugny.

## Personnalités liées à la commune
- Perceval de Coloigne : (vers 1347/ 29 mars 1427) chevalier, seigneur de Pugny et du Breuil Bernard, sénéchal du Poitou, connétable de Chypre époux de Jeanne de la Gresille, pas d’enfant connu.
- Guillaume d’Appelvoisin : (1474-  mort en 1490),chevalier, seigneur de Chaligné  de la Guyraire et de Pugny , écuyer du roi Louis XI, qui lui octroya en 1474 un droit de foire dans sa terre de Pugny, (parents Jacques d’Appelvoisin et Jeanne de la Jumelliere),marié le 7 février 1478 à Yseult de Liniers, fille de Michel de Liniers , baron, seigneur d’Airvault ca 1430-/1487, et de Marie Rousseau, noble dame de la Mothe Rousseau 1432-1516 a 2 filles Anne et Guyonne.
- Charles de Sainte Maure : (né le 6 octobre 1610 et décédé le 17 mai 1690 à Paris) pair de France, responsable de l’éducation du grand dauphin, baron de Salles puis marquis de Montausier, duc de Montausier, seigneur de Pugny et de Châteauneuf de Largeasse, Maréchal au régiment du camp d’Angoumois, gouverneur des provinces de Saintonge et Angoumois. Se convertit au catholicisme  en 1645.
- Denis Jean de Mauroy : (31 octobre 1737 à Troyes / 7 janvier 1818 à Paris VIIeme), chevalier, marquis de Mauroy, maréchal de camp, lieutenant général des armées du roi en 1814, seigneur de Pugny, de Châteauneuf et de Nozay, grand-croix de Saint-Louis (23 août 1814) marié en 1769  avec Catherine de Grassin (Contrat de mariage du 30 avril 1769 signé à Versailles par le roi et la famille royale. Une fille née de cette union : Denise Jeanne Catherine) .